# Храм Божественного Адріана
Храм Божественного Адріана — храм на честь імператора Адріана в Римі, руїни якого сьогодні вбудовані в будівлю римської біржі. 
Прийомний син Антонін Пій спорудив храм на честь обожненого Адріана в 141 або 145. Храм в корінфському стилі прикрашали 13 п'ятнадцятиметрових мармурових колон по боках і по 8 колон по вузьким боках будівлі. Храм знаходився на чотириметровому подіумі з пеперини, до храму вели широкі сходи, Стіна його целлу зовні була облицьована мармуровими плитками, а всередині прикрашена рельєфами із зображенням римських провінцій
Від споруди до наших днів збереглися лише одинадцять коринфських колон заввишки 15 метрів і одна зі стін целлу. 
В XVII столітті залишки язичницького храму були вбудовані в будинок митниці, виконаної в бароковому стилі. 1878 року будівля була перебудована для римської біржі та торговельно-промислової палати, при цьому античні фрагменти були очищені від надбудови XVII століття. 

## Галерея

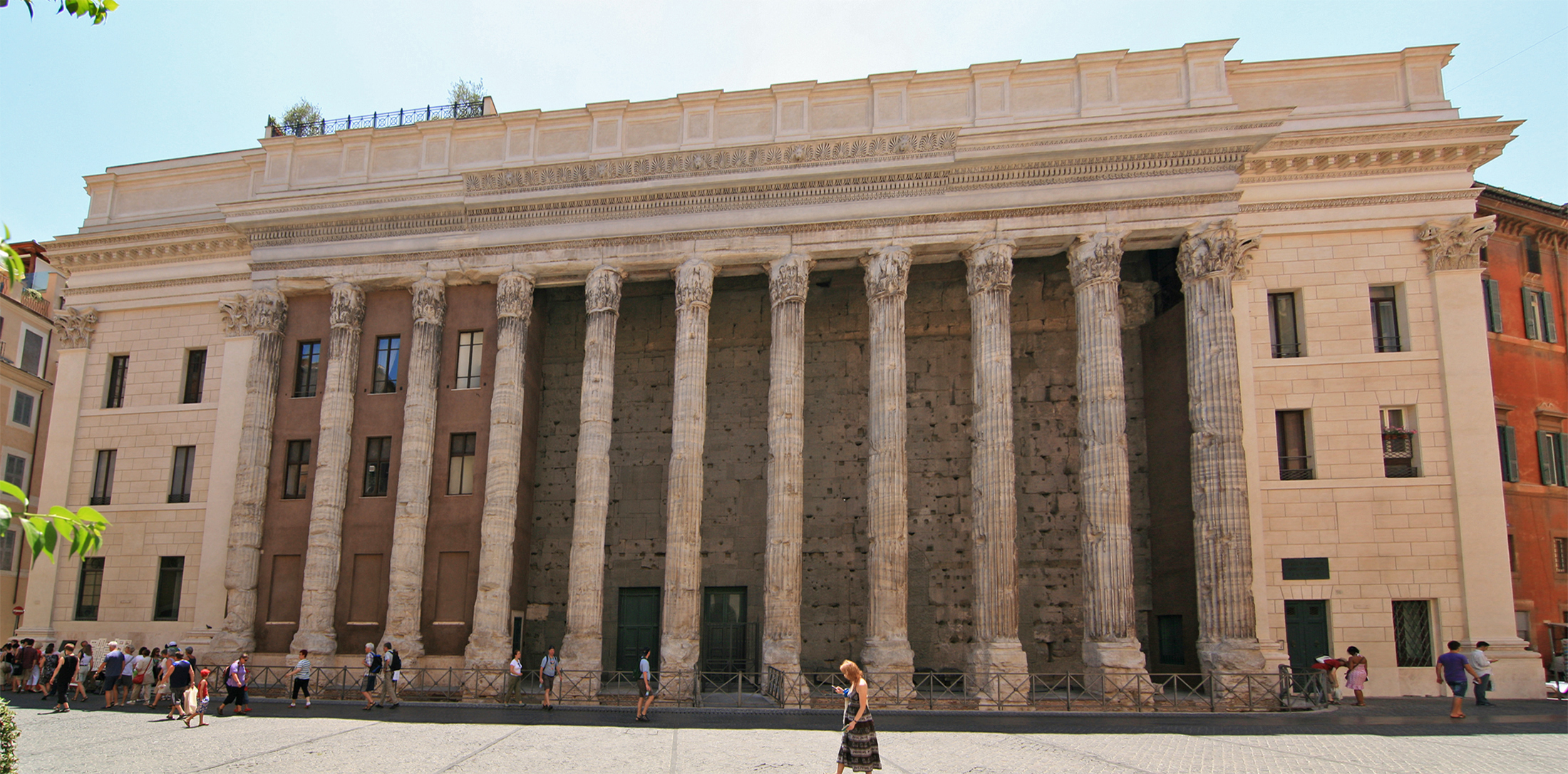
Колони
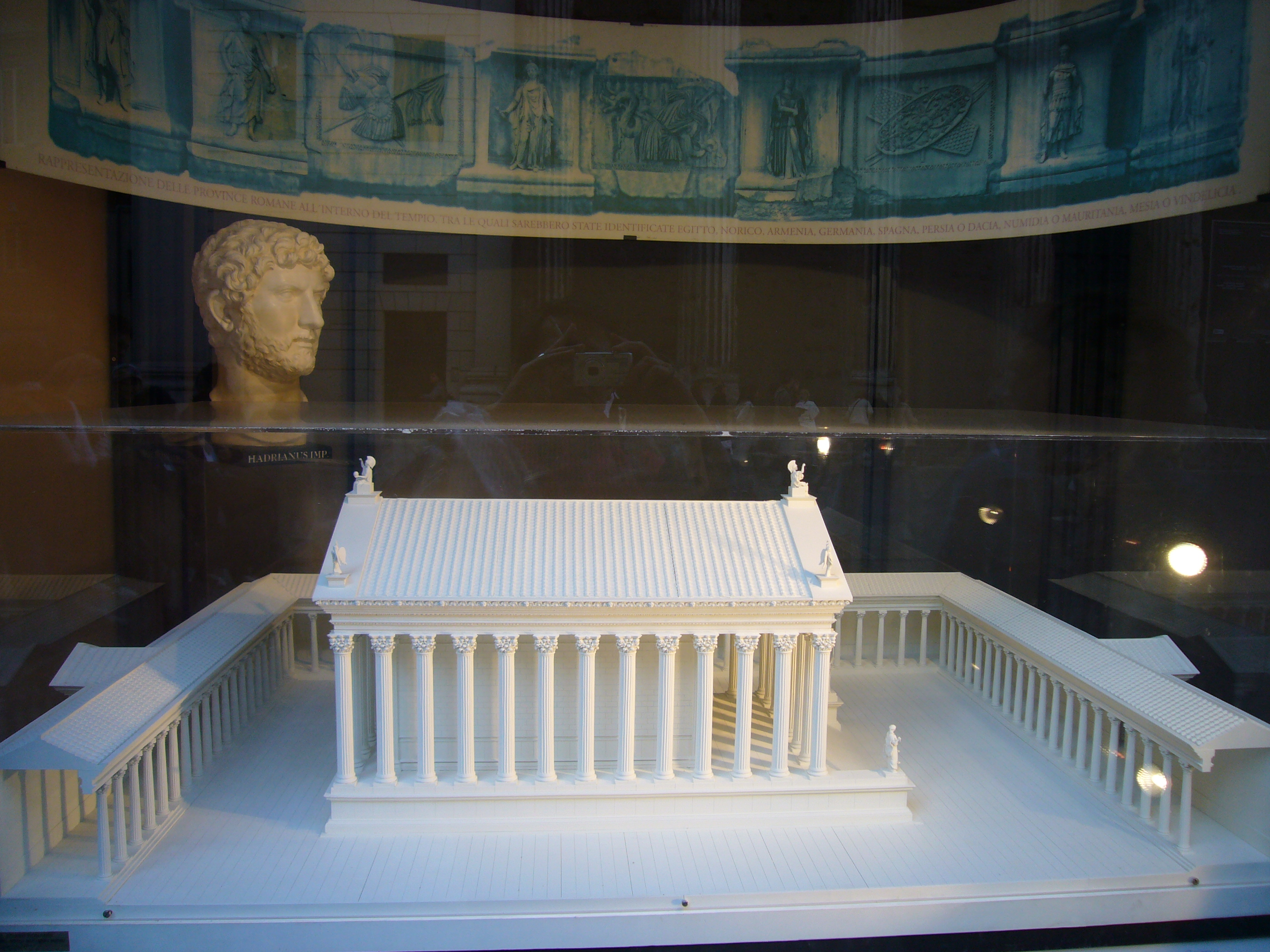
Реконструкція храму
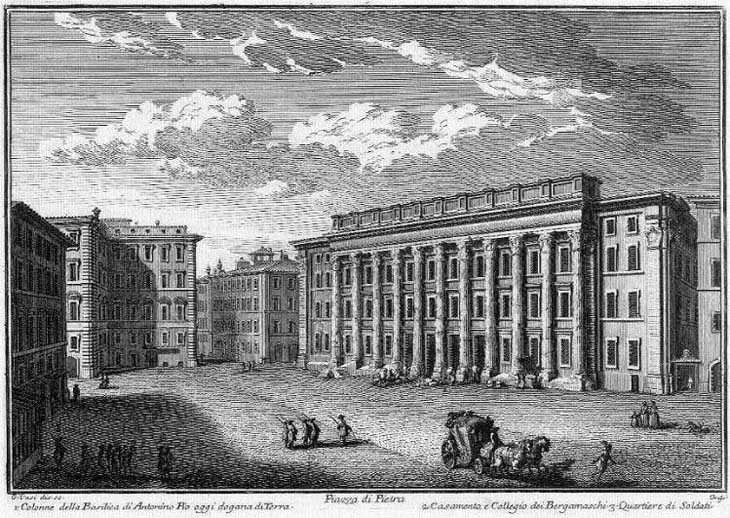
Малюнок храму, Джузеппе Вазі, прибл. 1750
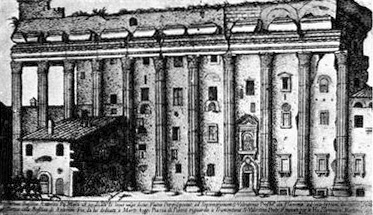
Малюнок храму, Ало Джованнолі, 1615

## Рельєфи з п'єдисталів колон

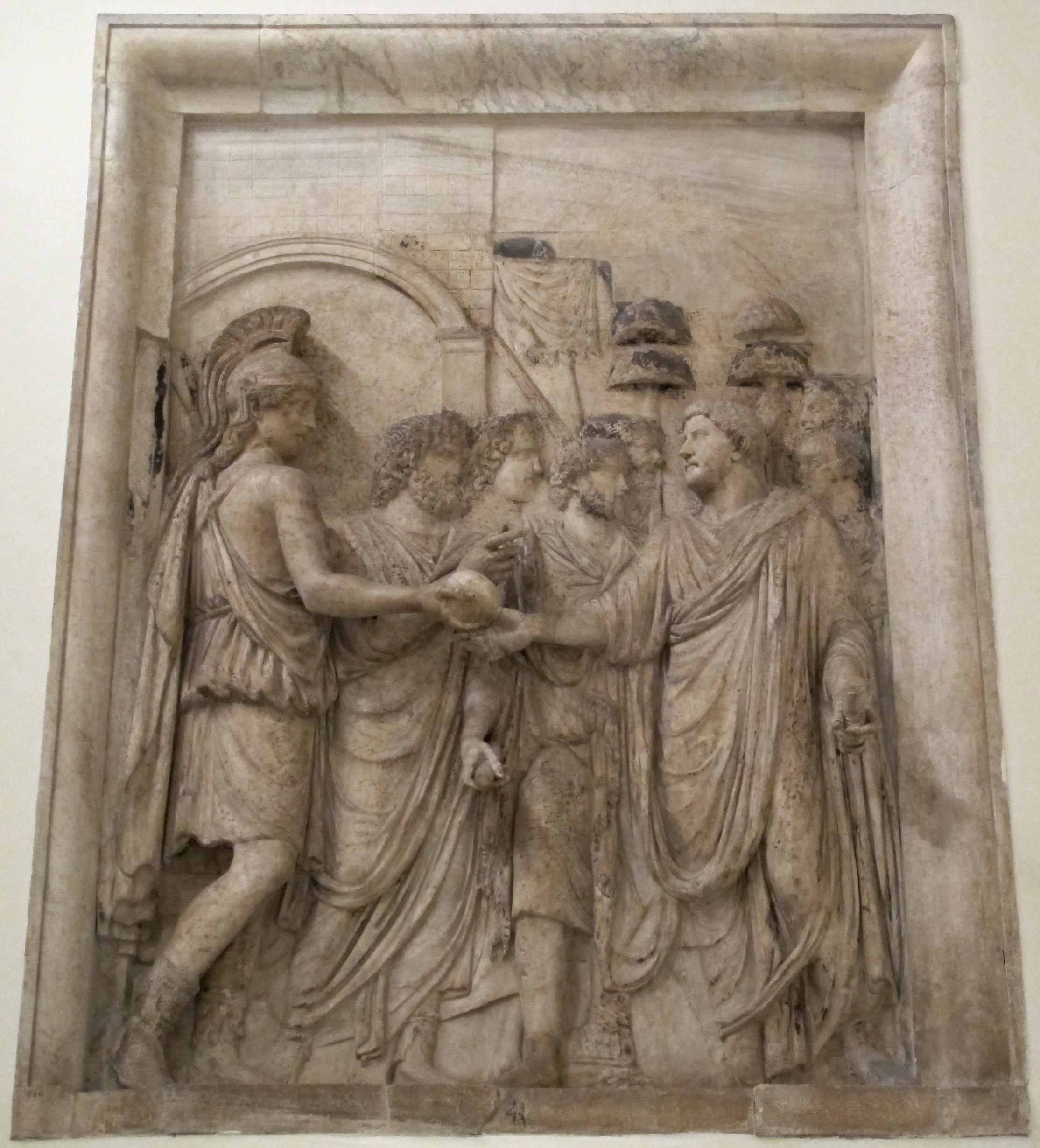
Рельєф, на якому імператора Адріана вітає богиня Рома, від римського Сенату та народу (Рим, Капітолійські музеї)
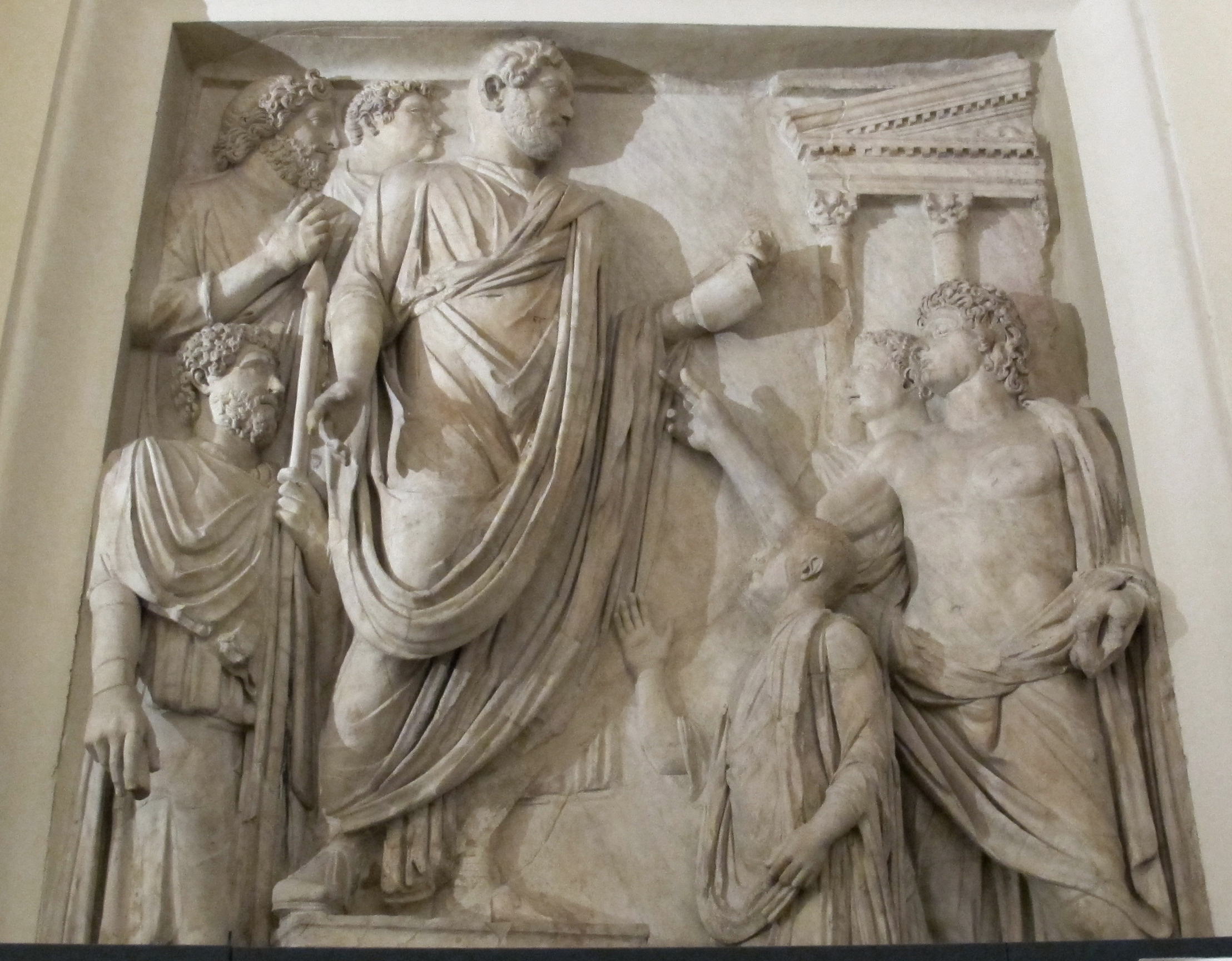
Elargizione di aiuti alimentari ai bambini romani da parte di Adriano (Roma, Musei Capitolini)
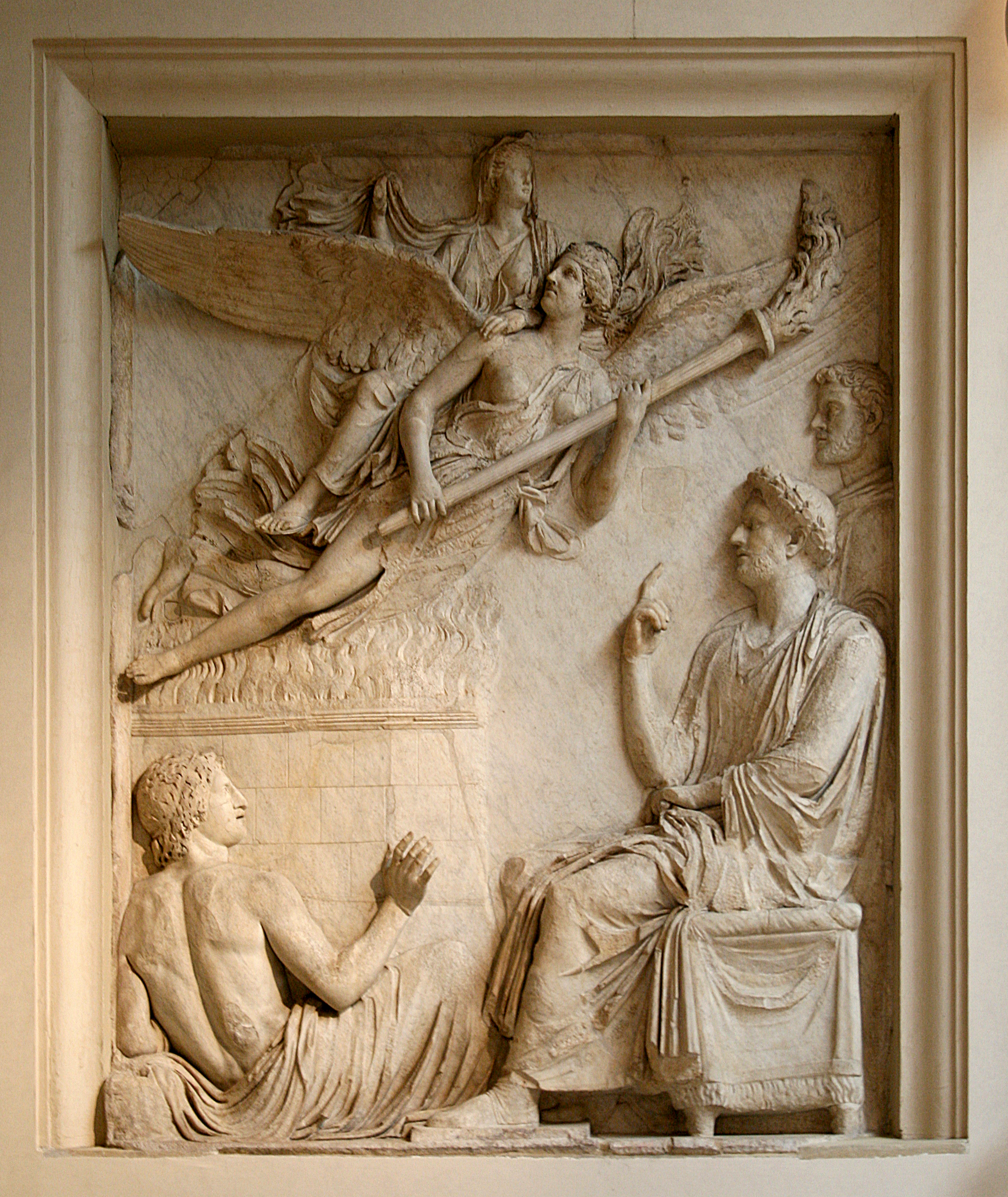
Апофеоз дружини Адріана, Вібії Сабіни (Рим, Капітолійські музеї)
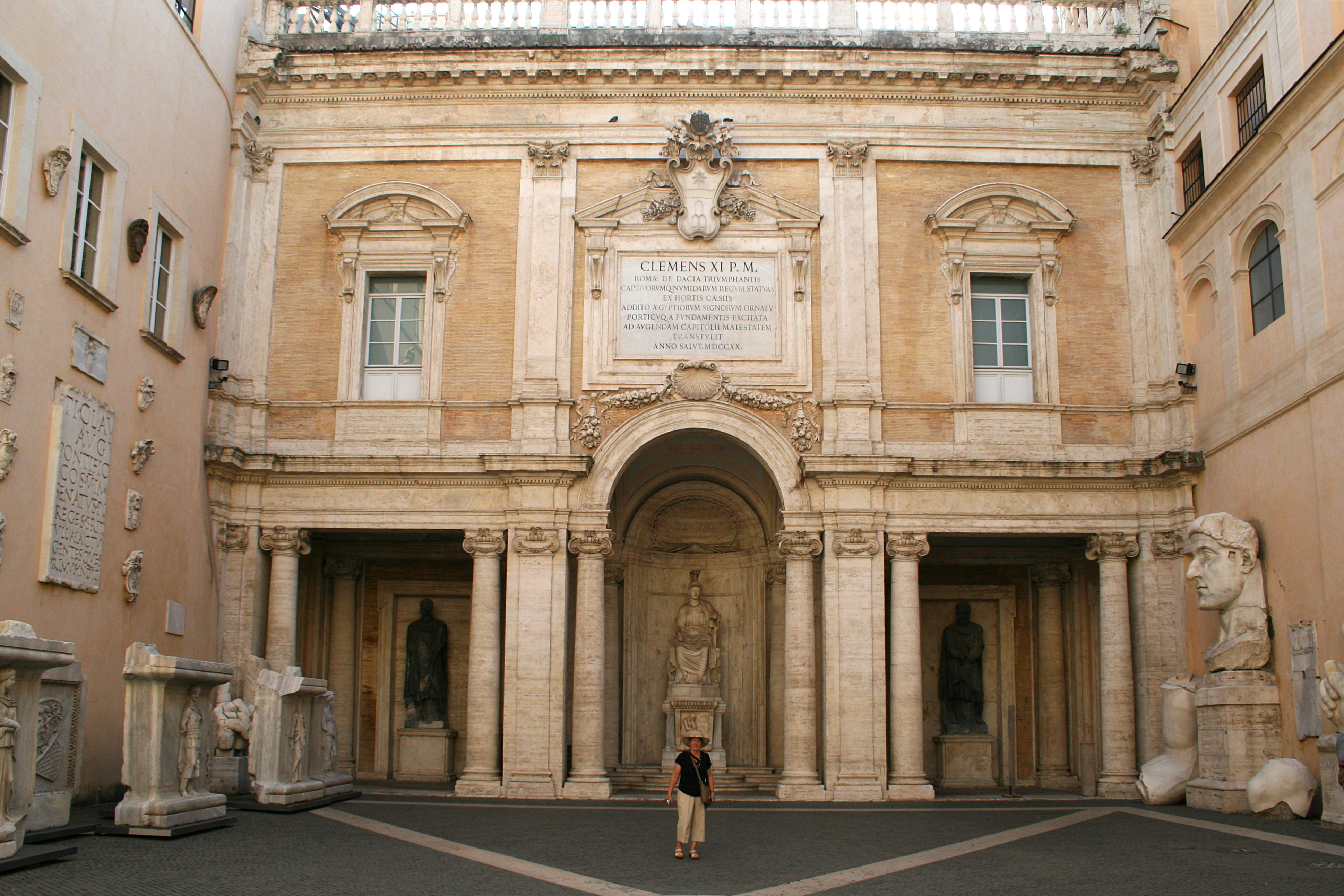
Alcuni dei rilievi delle province romane sono poste all'interno del cortile del Palazzo dei Conservatori (lato sinistro della foto)
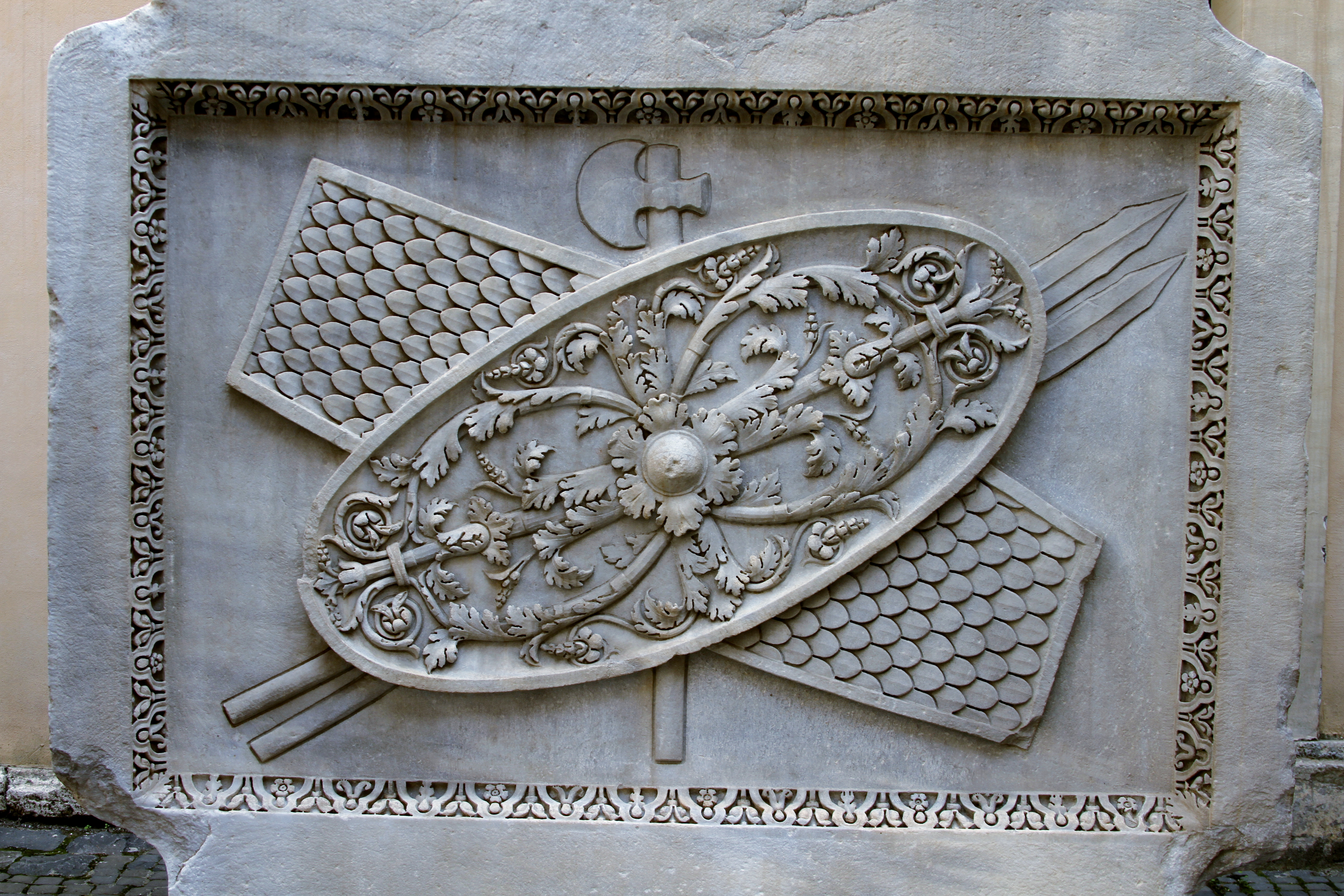
Rilievo di trofei di armi (scudi, asce e lance) - Roma, Palazzo dei Conservatori
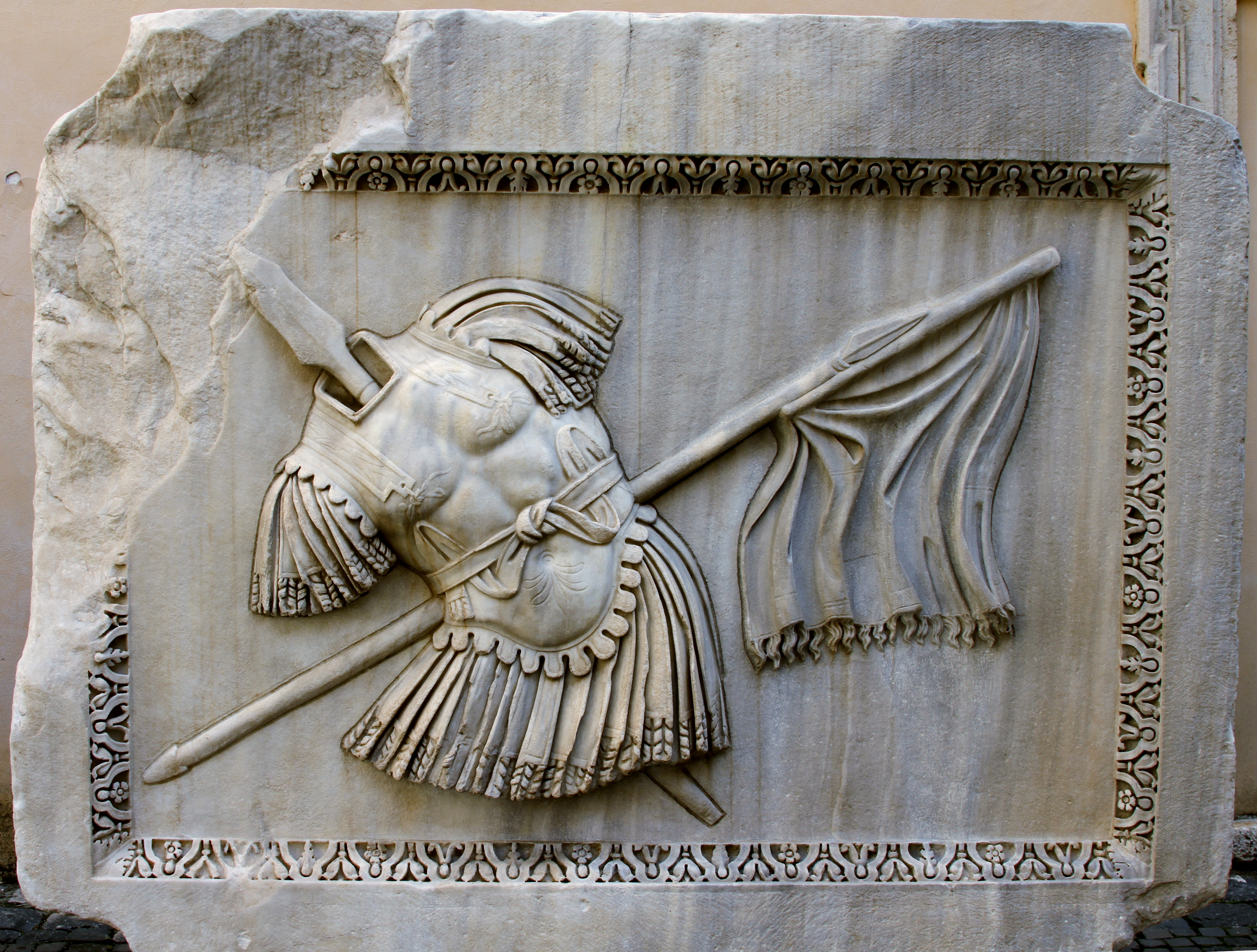
Rilievo di trofei di armi (armature, lance e bandiera) - Roma, Palazzo dei Conservatori
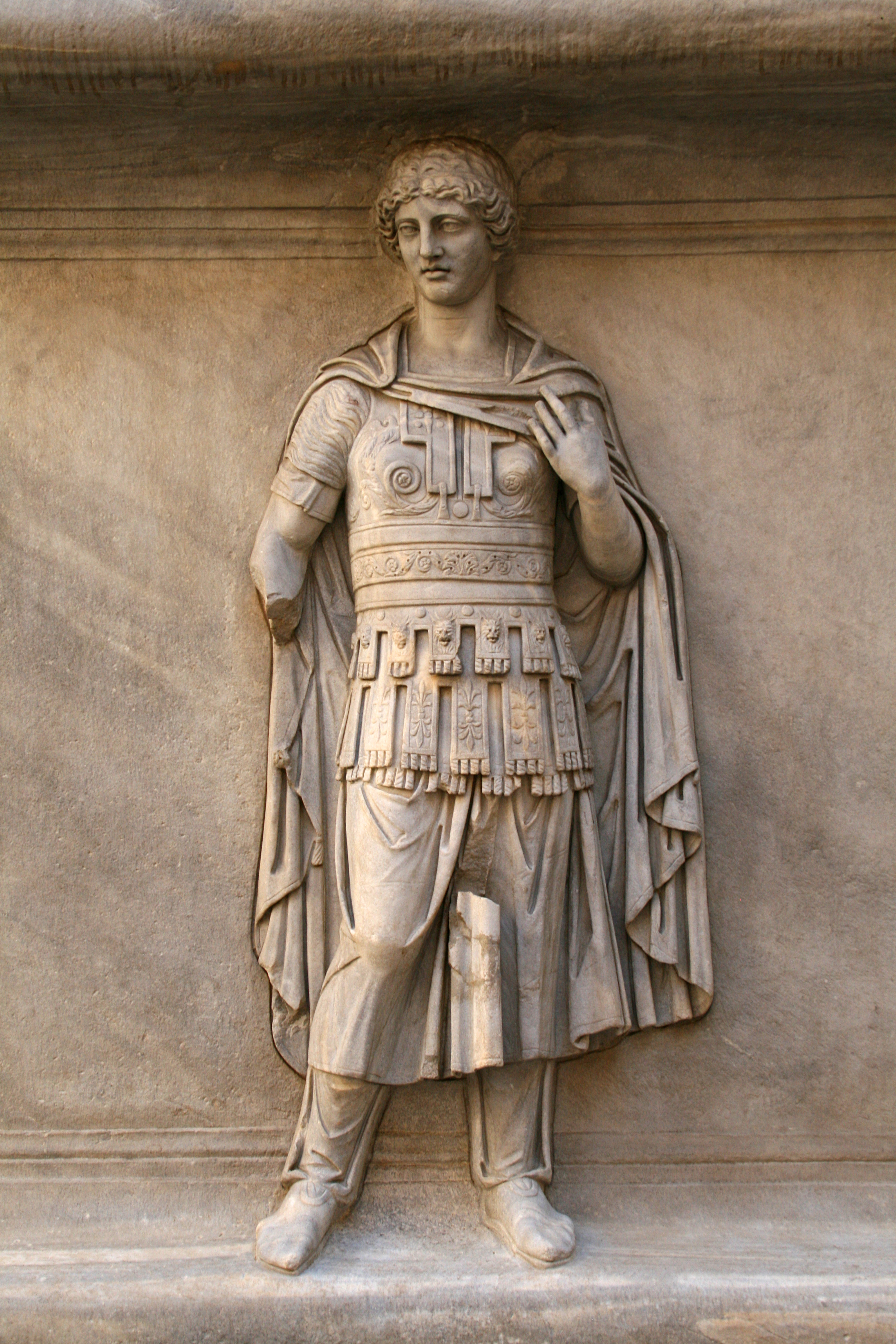
Rilievo di una provincia romana - Roma, Palazzo dei Conservatori
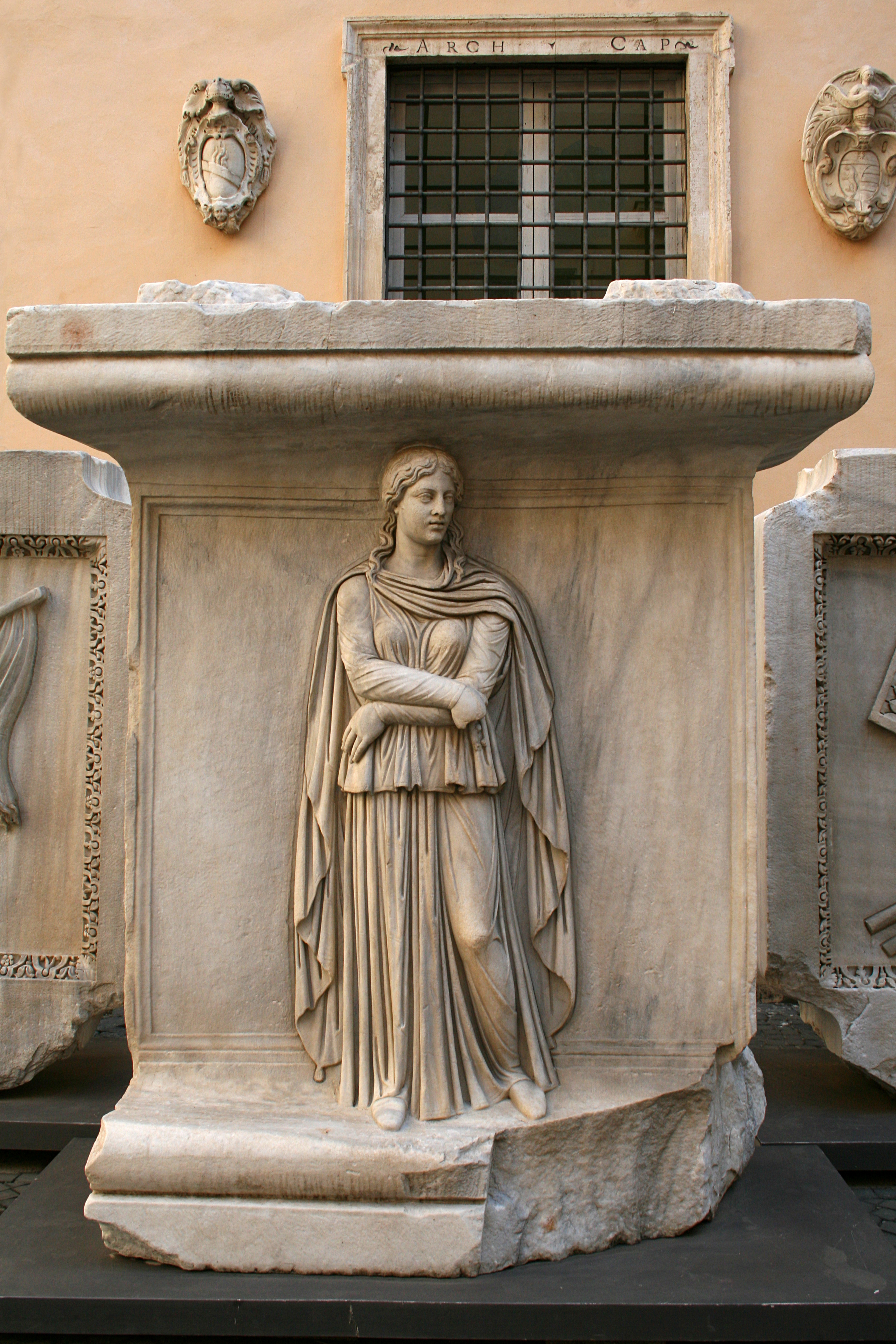
Rilievo di una provincia romana - Roma, Palazzo dei Conservatori
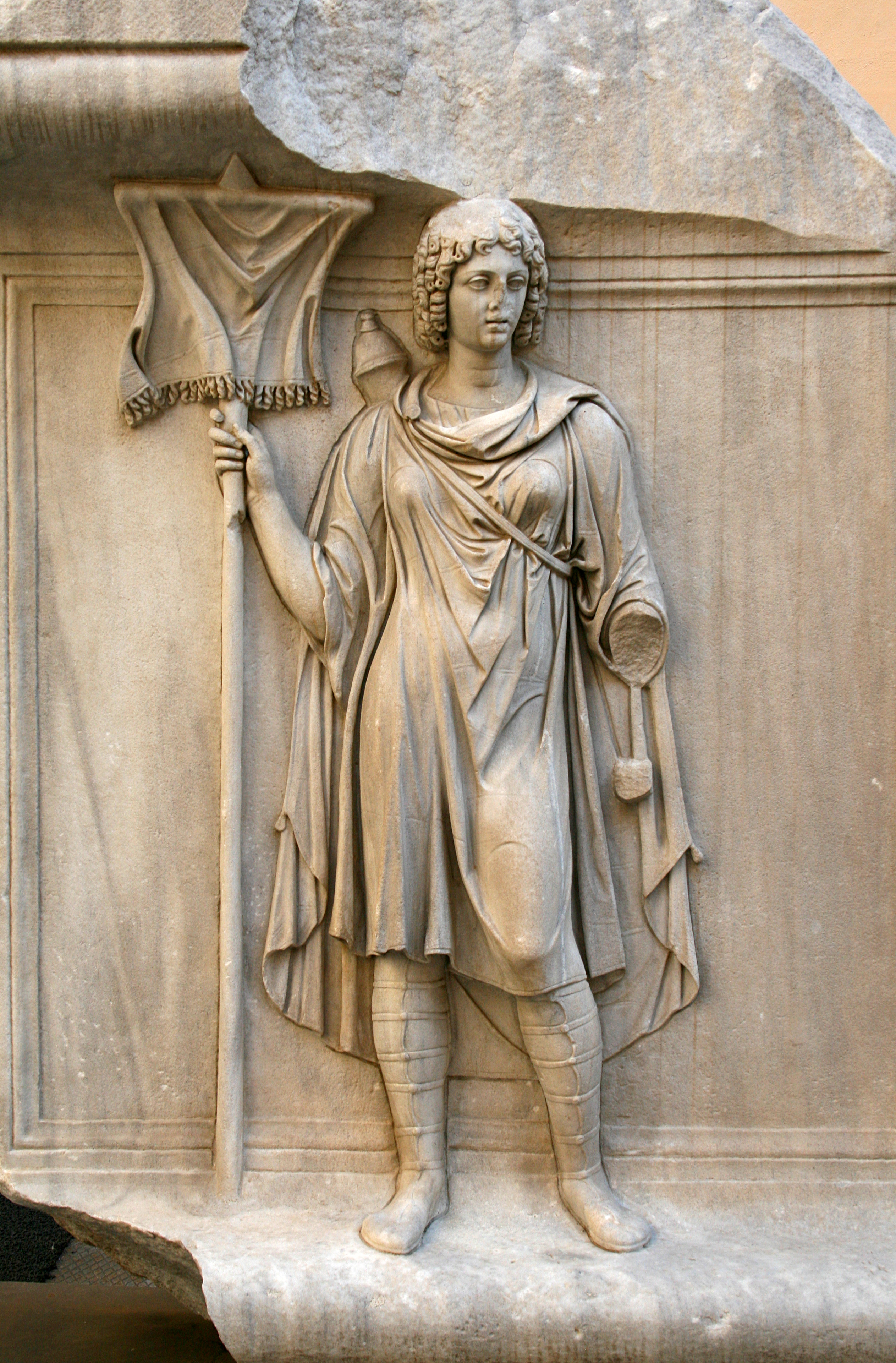
Rilievo di una provincia romana - Roma, Palazzo dei Conservatori
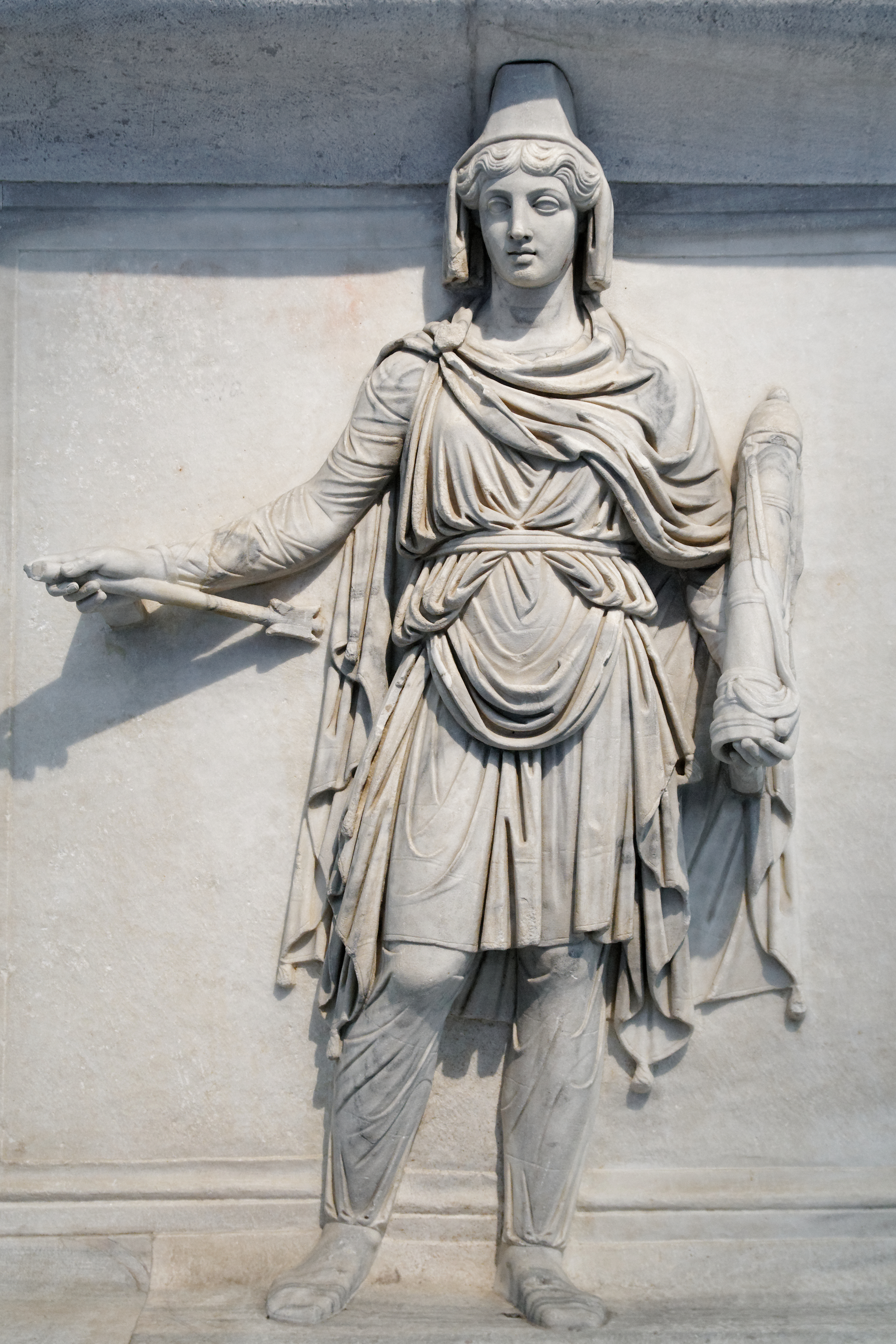
Rilievo della provincia romana d'Armenia - Napoli, Museo archeologico nazionale di Napoli
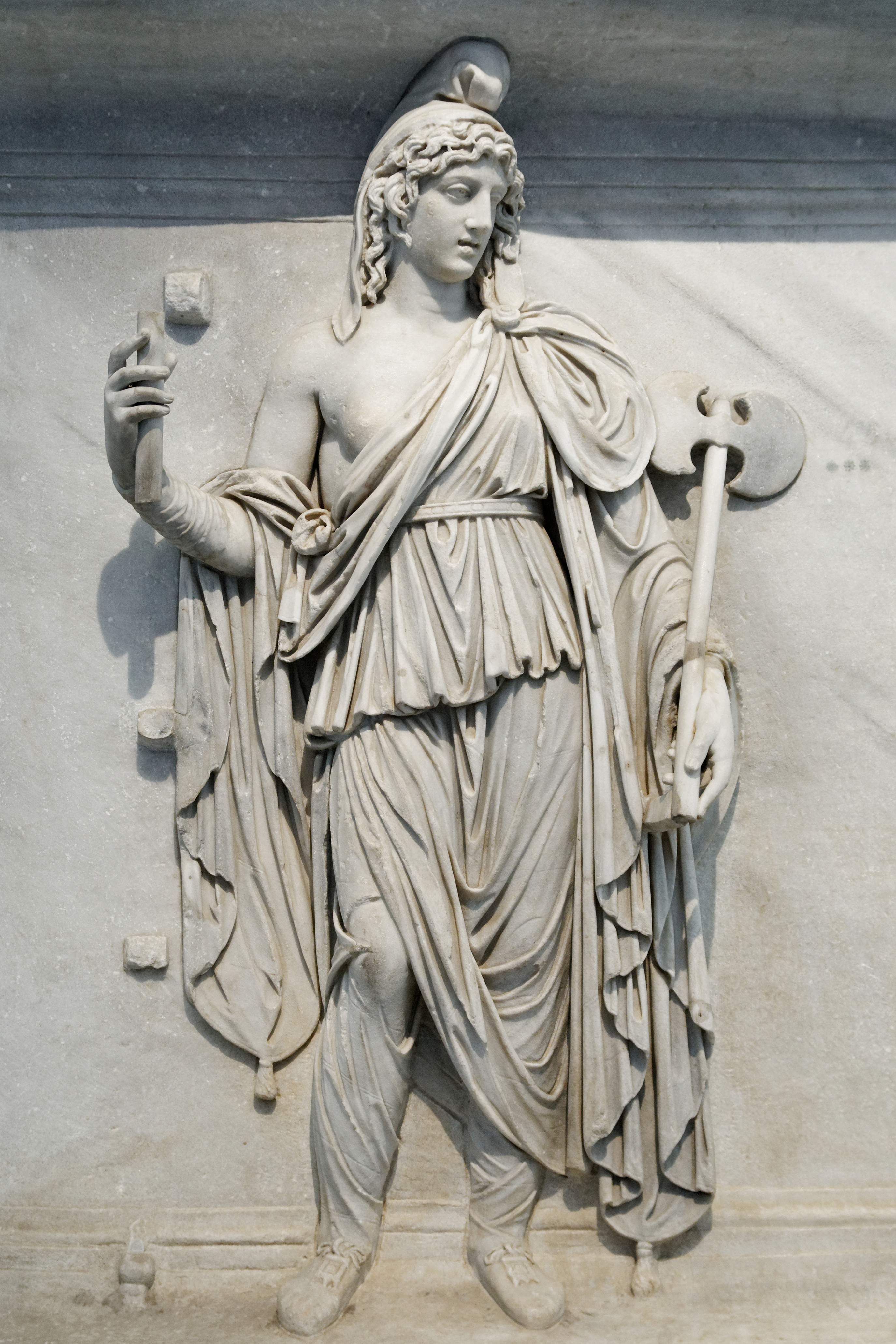
Rilievo della provincia romana di Bitinia - Napoli, Museo archeologico nazionale di Napoli